# Proteina regolatrice PII
La proteina regolatrice PII (o proteina di Shapiro) è una proteina che prende parte alla cascata regolatoria della glutammina sintetasi. La proteina PII è costituita da quattro subunità di 11 kDa, ciascuna delle quali è suscettibile di modifica covalente uridililazione/deuridililazione  a livello di un residuo di tirosina, catalizzata da un enzima bifunzionale (uridilyl removing/uridilyl transferase). L'uridililazione avviene a spese di UTP e libera pirofosfato; la deuridililazione è una reazione idrolitica.
L'attività della glutammina sintetasi è regolata attraverso l'adenililazione/deadenililazione di un residuo di tirosina presente su ciascuna delle 12 subunità di cui l'enzima è composto.
L'inserimento  ed il distacco del residuo adenilico  (AMP) sono catalizzati dall'enzima adenililtransferasi (ATasi). L'adenililazione, nella quale viene utilizzato ATP quale agente modificante, viene catalizzata dalla ATasi quando questa interagisce con la forma non modificata della proteina  PII (PIIA). La stessa ATasi agisce in direzione deadenililante (una fosforolisi che recupera l'AMP come ADP) quando interagisce con la proteina PII uridililata (PIID).
La glutammina, prodotto della reazione della glutammina sintetasi, è un inibitore dell'ATasi:PPIID (deadenililazione) mentre attiva l'ATasi:PPIIA (adenililazione) che determina una perdita di attività biosintetica dell'enzima. L'α-chetoglutarato attiva l'uridilil trasferasi e la ATasi:PPIID ,  mentre è inibitore della ATasi:PPIIA . 